# Herpeperas phoenopasta
Herpeperas phoenopasta là một loài bướm đêm trong họ Noctuidae.